# Christoffer Ægidius von Hartmansdorff
Christoffer Ægidius von Hartmansdorff, född 1 september 1742, död 20 juni 1818 i Åbo, var en svensk militär.
Hartmansdorff var son till majoren Joachim Christoffer von Hartmansdorff. Han deltog som underlöjtnant i pommerska kriget men vann först 1770 sin löjtnantsfullmakt. Hartmansdorff befordrades 1775 till kapten och blev slutligen major. Under den upprorsstämning som rådde inför riksdagen i Gävle 1792, hade Hartmansdorff av Carl Fredrik Pechlin fått meddelande, att om kungen hade för avsikt att bruka våld mot sina meningsmotståndare skulle det mötas med våld, men att man annars skulle försöka bibehålla lugnet i huvudstaden. Efter riksdagen hade Carl Fredrik Ehrensvärd och Carl Pontus Lilliehorn, ett par av de sammansvurna omtalat för Hartmansdorff att ett attentat mot kungen var planerat, och att natten till 16 mars var bestämd för dess verkställande. För denna sin "delaktighet" i sammansvärjningen, dömdes Hartmansdorff till förlust av tjänst och ett års fästning, som han undergick på citadellet i Malmö. Efter avtjänat straff återvände han till Finland, där han vid Finska riddarhusets upprättande 1817 förordnades till riddarhusdirektör.